# خانه هوسپ امیرخان
خانه هوسپ امیرخان مربوط به اوائل دوره صفوی است و در اصفهان، جلفا، خیابان تبریزیها، کوچه آقا داودی واقع شده و این اثر در تاریخ ۱۸ شهریور ۱۳۷۷ با شمارهٔ ثبت ۲۱۱۴ به‌عنوان یکی از آثار ملی ایران به ثبت رسیده‌است.